# La Colonia, Michoacán de Ocampo
La Colonia är en ort i Mexiko.   Den ligger i kommunen Tuzantla och delstaten Michoacán de Ocampo, i den södra delen av landet, 160 km väster om huvudstaden Mexico City. La Colonia ligger 532 meter över havet och antalet invånare är 250.
Terrängen runt La Colonia är kuperad åt nordväst, men åt sydost är den platt. Runt La Colonia är det glesbefolkat, med 20 invånare per kvadratkilometer. Närmaste större samhälle är Tuzantla, 11,3 km öster om La Colonia. I omgivningarna runt La Colonia växer huvudsakligen savannskog.